# Будинок на вулиці Богдана Хмельницького, 23 (Київ)
Житловий будинок на Богдана Хмельницького, 23 — дореволюційний будинок, спроєктований архітектором Михайлом Іконніковим 1869 року. Зведений у стилі класицизм, розташований у Шевченківському районі (у дореволюційні часи — Старокиївському) міста Києва.
Будинок розташований на вулиці Богдана Хмельницького, яка йменувалася Фундуклеївською у період з 1869 до 1919 року. Вулиця була названа на честь київського губернатора Івана Фундуклея. Ініціатива перейменування вулиці в рік зведення будинку № 23 1869 року належала містянам, які прагнули увічнити пам'ять губернатора Фундуклея за його діяльність на благо міста Києва.
Будинок був спроєктований київським губернським архітектором Михайлом Іконніковим, який обіймав цю посаду понад 50 років і мав чин дійсного статського радника, був нагороджений багатьма орденами на замовлення колезького радника Івана Балаклеєва. Будинок № 23 є одним з небагатьох зразків приватної споруди у виконанні Іконнікова.
Наразі будинок № 23 розташований усередині кварталу, обмеженого вулицею Леонтовича (з 1869 до 1921 року мала назву Гімназичної), бульваром Тараса Шевченка (у 1869—1919 роках — Бібіковський бульвар) та вулицею Володимирською у Шевченківському районі міста Києва.

## Історія будівлі
1869 року колезький асесор Франц Клімов придбав незабудовану земельну ділянку, де пізніше був зведений будинок. Ліворуч ділянка межувала із садибою полковника барона Ікскуля, праворуч — із садибою магістра фармації Неметті, позаду — з училищем графині Левашової.
1870 року ділянка перейшла у приватну власність колезького радника Івана Балаклеєва. 1871 року Балаклєєв звернувся до Київської міської управи за дозволом на будівництво двоповерхового кам'яного будинку з підвалами та службовими корпусами. У будинку передбачалось розміщення житлових квартир та торгових приміщень на першому поверсі.
У 1910-х роках на другому поверсі будинку були розташовані дві квартири, в одній з яких знаходилося адміністративне приміщення Міністерства шляхів сполучення. На першому поверсі розташовувалися дві житлові квартири та Перша артіль куховарів, у підвальній частині будинку знаходилися іграшковий та квітковий магазини.
З початку XXI століття на першому поверсі будинку розташований ресторан французької кухні Citronelle та коктейльний заклад Saint bar.

## Архітектура
Архітектурне рішення розроблено у стилістиці класицизму, що була притаманна творчості архітектора Іконнікова.

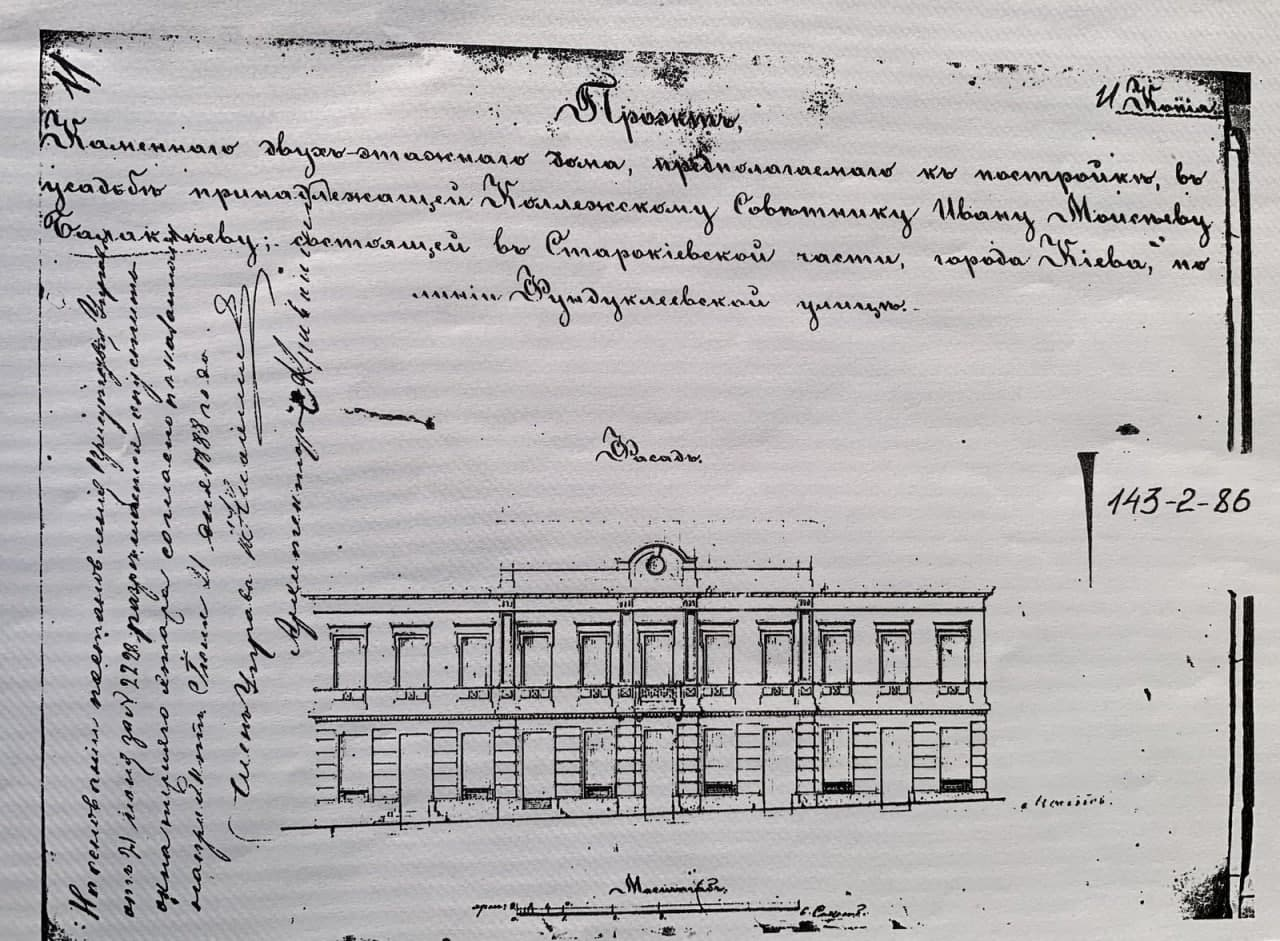
Проєкт двоповерхового кам’яного будинку І.М. Балаклеєва. Фасад.1871 рік
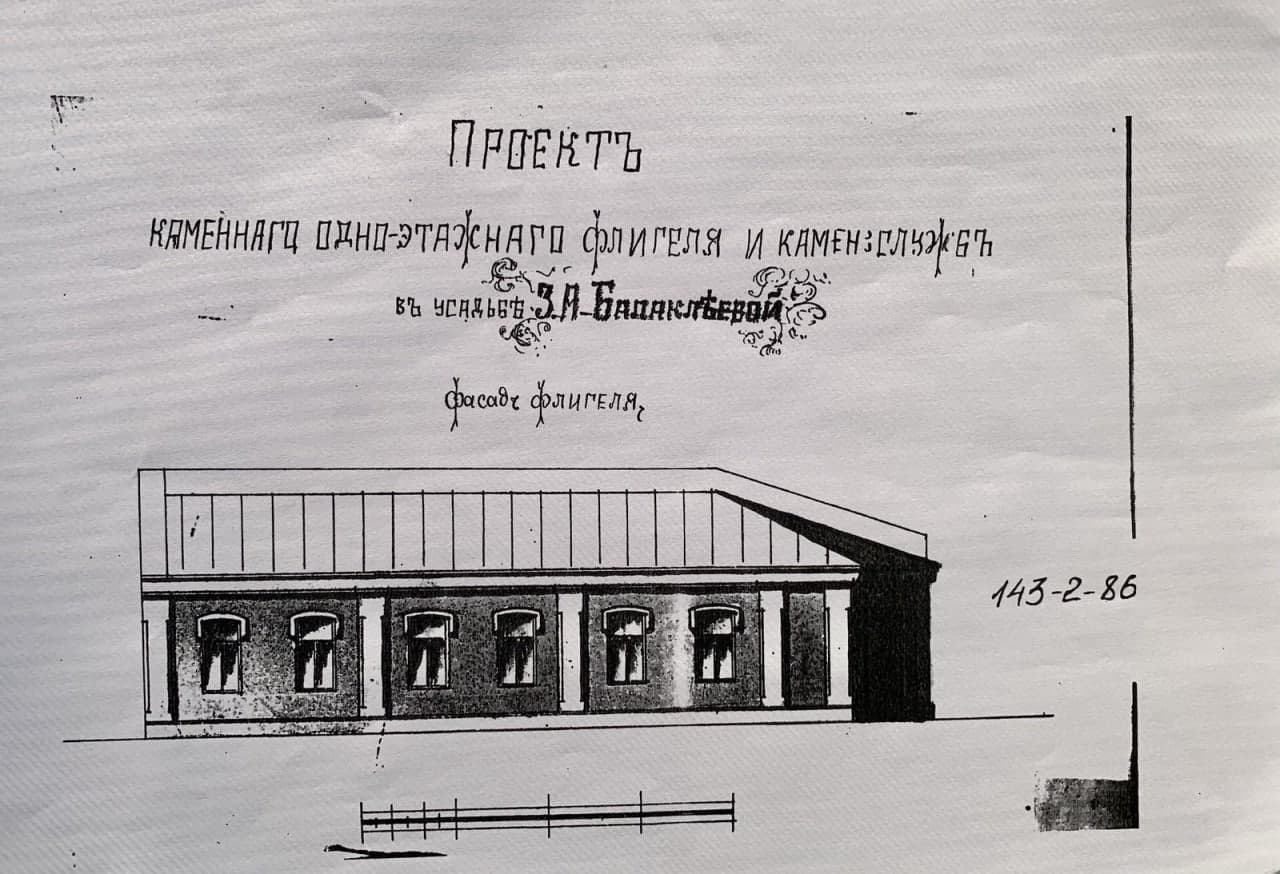
Проєкт одноповерхового кам'яного флігеля в садибі І.М. Балаклеєва. 1901 рік.